# جامعة الأحفاد للبنات
جامعة الأحفاد للبنات هي جامعة سودانية تقع في مدينة أم درمان في منطقة العرضة، وهي جامعة للتعليم النسوي، قام بإنشائها الشيخ بابكر بدري، وأحفاده هم من نقلوا الحلم من مدرسة نسوية صغيرة في قرية نائية ترقد على أحد منحنيات النيل الأزرق، إلى جامعة بكامل أبهتها، ورصانتها الأكاديمية والبحثية، وليس مجرد كلية بنات في إحدى الجامعات.

## تاريخ الجامعة
لنشأة الجامعة قصة طويلة، فبعد عودته من الأسر ونجاته من الموت في المعركة التي هزم فيها الجيش الأنجلو - مصري القوى الوطنية السودانية عام 1898، استقر الجندي الشاب بابكر بدري في قرية رفاعة على الضفة الشرقية للنيل الأزرق (نحو 150 كيلومتراً جنوب الخرطوم)، وهناك أنشأ مدرسة علمانية مختلفة عن المدارس الدينية التقليدية. ولأنه - إضافةً إلى تدينه الملحوظ والاحترام الذي يحظى به لتمكنه من علوم القرآن الكريم - كان صاحب أفكار ثورية راديكالية، ويؤمن في ذلك الوقت بضرورة حصول الفتيات على قدر من التعليم يمكنهن من خلق شراكة وتفاهم مستنير مع أزواجهن، وربما يرجع ميله هذا لأنه كان لديه ثلاث عشرة بنتاً، مما يمكن أن يفسر تأثره وحبه للبنات وإصراره على تعليمهن.
ويذكر بابكر بدري، كما ورد في التعريف بسيرة الجامعة على موقعها في شبكة الإنترنت، أنه طلب من السلطات البريطانية في عام 1904 منحه إذناً لتأسيس مدرسة ابتدائية للبنات في رفاعة وخوفاً من رد فعل سلبي مناهض لإنشاء المدرسة، لوجود فهم شعبي مناهض لتعليم البنات وقتها، لم توافق الإدارة البريطانية على طلبه، ورفض له أيضا طلب مماثل في عام 1906. لكن عزم بابكر بدري لم يلن، وواصل الطلب من السلطات البريطانية حتى وافق مدير إدارة التعليم في الإدارة البريطانية للسودان السير جيمس كري على منحه تصديق إنشاء المدرسة، بيد أن الإداري الإنكليزي علق على التصديق بقوله: «لا أفضل أن تتولى الحكومة مهمة تعليم البنات، في الوقت الحالي، لكني لا أرى ضرراً من بدء تعليم البنات هنا في رفاعة».
وبمجرد حصوله على التصديق أنشأ بابكر بدري أول مدرسة علمانية (لا تقتصر على العلوم الدينية) لتعليم البنات في رفاعة عام 1907، في كوخ من الطين، وكان تسع من بناته وثماني بنات من جيرانه هن أول تلميذات المدرسة.
من هذه البداية المتواضعة، بدأت علاقة «أسرة بدري» بالتعليم الأهلي في السودان، وظلت متواصلة لأكثر من ثلاثة أجيال. وخلف بابكر بدري ابنه يوسف بدري، ويلقب بـالعميد، والذي أنشأ في عام 1966 كلية الأحفاد الجامعية للبنات في أم درمان، قريباً من الموقع الذي دارت فيه المعركة التي قاتل فيها والده ضد الاستعمار.
وتطورت جامعة الأحفاد للبنات من مدرسة رائدة لتعليم البنات أُسست في منطقة رفاعة عام 1907، إلى جامعة حديثة بعد أن مرت بعدة مراحل، وواجهت مسيرتها تعقيدات كثيرة، حيث تحولت في عام 1930 إلى كلية الأحفاد، ثم انتقلت لأم درمان في عام 1932.
بعد وفاة بابكر بدري رائد تعليم البنات الأول، انتقلت إدارة الفكرة للرائد الثاني لتعليم البنات، ابنه يوسف بدري. وفي عهده تحولت لـكلية الأحفاد الجامعية سنة 1966، وبدأت بمدرستين هما العلوم الأسرية ومدرسة الألسن والسكرتارية، ثم مدرسة علم النفس ورياض الأطفال. وتوالى افتتاح الكليات تباعاً حتى بلغ عدد الطالبات 7000 طالبة في الدراسات الجامعية الأولية، غير طلاب الدراسات العليا، بعد أن أصبحت جامعة مستقلة في عام 1995.
واستناداً إلى فلسفتها القائمة على سد حاجة البلاد للخريجين، ابتكرت تخصصات غير موجودة في مؤسسات التعليم العالي الأخرى، مثل مدرسة رياض الأطفال والتغذية ومدرسة التنمية والإرشاد الريفي.
تُعد جامعة الأحفاد من الجامعات القلائل في العالم التي تقدم التعليم للبنات فقط، إذ لا توجد سوى جامعة في بوسطن بأميركا، وأخريين في الهند، بعيداً عن كليات البنات في بلدان الخليج العربي التي لا تعد جامعات مستقلة، ويعد السودانيون وجودها مفخرة ومصدر إعزاز بالنسبة لهم.
بدأت كلية الأحفاد الجامعية للبنات بـ23 طالبة، وثلاثة أعضاء في هيئة التدريس، بمن فيهم يوسف بدري، ثم تطورت تدريجياً ليبلغ عدد طالباتها الآن أكثر من 6500 طالبة. ويعد يوسف بدري هو المؤسس الحقيقي لكلية الأحفاد، إذ إنه وسع الفكرة بعد وفاة بدري الأب عام 1954، مما جعله يتوج باعتباره واحدا من رواد تعليم البنات في السودان. وبوفاته عام 1995، تسلم راية الأحفاد ابنه قاسم بدري الرئيس الحالي للجامعة، وواصل تطوير المناهج وتقديم رؤى جديدة في مجال التدريس، مما أسهم في تطوير مناهج الكلية وزيادة عدد طالباتها، الأمر الذي جعل المجلس القومي للتعليم العالي بالسودان يوافق على منح «كلية الأحفاد الجامعية للبنات» صفة جامعة كاملة، لتصبح منذ عام 1995 «جامعة الأحفاد للبنات»، وتعد أكبر وأقدم جامعة أهلية في السودان، ومن أكبر وأقدم الجامعات للبنات في قارة أفريقيا.

## فلسفة الجامعة
تقوم فلسفة جامعة الأحفاد للبنات على إعداد المرأة لتولي أدوار مسؤولة في أسرتها ومجتمعها المحلي وفي وطنها. ولإنفاذ هذه الفلسفة التي يطلق عليها تجربة الأحفاد، تحتضن الجامعة عدداً من الدورات الأكاديمية المعدة جيدا وتقرنها بالتدريب العملي والبحوث الفردية وأنشطة الإرشاد المجتمعية، لرفع مساهمة النساء في التغيير في المجتمع.
وفي الوقت المعاصر، تحرص الجامعة من خلال مناهجها العلمية وبرامجها العملية على تجذير رؤية مؤسسها بابكر بدري، في الجمع بين التعليم الديني التقليدي والتعليم العلماني، والعمل على تحسين مجالات الصحة والغذاء ورعاية الأطفال وتنمية المجتمع لإعداد الرجال والنساء والشباب للحياة في مجتمع عصري، ويلحظ هذا الهدف بوضوح في كليات ومناهج الجامعة.
وتسعى الجامعة لإعداد نساء متعلمات ومؤثرات في مجتمعهن بعيدا عن الأنشطة السياسية، وهو الشيء الذي تختلف فيه جامعة الأحفاد عن بقية مؤسسات التعليم العالي السودانية، التي لها تاريخ طويل من النشاط السياسي الذي يمارسه الطلاب، ويؤدي في حالات كثيرة إلى إغلاق الجامعات بسبب احتجاجات طلابها السياسية، أما الأحفاد فتركز على التعليم والأكاديميات، ولا تبيح لطالباتها الخوض في الصراع السياسي داخل الحرم الجامعي، دون أن تتدخل في أنشطتهن السياسية خارجه وفي وقتهن الخاص.
وتشدد جامعة الأحفاد على الالتزام بمستويات عالمية للتعليم لإعداد نساء قياديات في بيئة غير سياسية، تماشياً مع فلسفتها في إعداد النساء لتولي المناصب الحديثة والقيادة والتعليم واللغة الإنكليزية.
يقول رئيس الجامعة البروفسور قاسم بدري في حديثه للشرق الأوسط، إن جامعته تختص بكل ما يهم الأسرة وصحة الأمومة والطفولة ورياض الأطفال والعلوم الصحية، مثلما تعنى بالصحة الإنجابية والتغذية والتنمية الريفية، وكل ما من شأنه زيادة رفاهية المجتمع والمرأة.
ويضيف بدري أن جامعته تسعى لتطوير كليات الدراسات العليا والبنى التحتية، بما يجعلها تضاهي جامعات العالم المتطور، ولا سيما أن خريجاتها لعبن دوراً كبيراً وأثرن في مجتمعاتهن، وبعضهن أصبحن وزيرات في السودان وجزر القمر وجنوب السودان.

## شعار الجامعة

شعار الجامعة الرسمي
شعار الجامعة بمناسبة مرور 50 عاماً على تأسيسه

## كليات الجامعة
تتكون جامعة الأحفاد حالياً من عدد من الكليات والمدارس مثل: 
- كلية العلوم الصحية
- كلية علم النفس والتعليم في مرحلة الطفولة المبكرة
- كلية الإدارة
- كلية التنمية والإرشاد الريفي
- كلية الطب
- كلية الصيدلة
- كلية اللغات

## الدراسات العليا
تمنح الجامعة درجة الماجستير في المجالات الآتية:-
- الصحة العامة (MPH)
- إدارة الأعمال (MBA)
- التمويل الأصغر والتنمية (MMFD)
- الآداب في التعليم الدولي متعدد الثقافات والتنمية (MAIMED)
- علم النفس الصحي والاستشارة
- الصدمة النفسية(TRUMA)
- درجة الدكتوراه

## ترتيب الجامعة
جاء ترتيب جامعة الأحفاد للبنات حسب تقييم ويبوميتركس العالمي للجامعات على النحو التالي:-
| الفترة     | محلياً | أفريقياً | عالمياً |
| ---------- | ----- | ------- | ------ |
| يناير 2014 | 12    | 387     | 14,603 |
| يوليو 2014 | 6     | 281     | 12,143 |

## وصلات خارجية
- الموقع الرسمي للجامعة